# Pentax K110D
Pentax K110D — младшая модель K100D — 6 мегапиксельный цифровой зеркальный фотоаппарат. Продажи в США начались в 2006 году. Максимальное разрешение фотоснимка — 3008×2008 пикселов. Может снижаться до 2400×1600 и 1536×1024. Диапазон выдержек от 30 до 1/4000 секунды.
В настоящее время модель снята с производства. Поставлялась в следующих комплектациях:
- Body. Фотоаппарат без объектива.
- «Короткий kit». Фотоаппарат с кит-объективом SMC Pentax DA 18-55 mm f/3,5-5,6 AL.
- «Длинный kit». Фотоаппарат с kit-объективом SMC Pentax DA 50-200мм f/4-5.6 ED.
- Double kit. Фотоаппарат с набором из двух kit-объективов SMC Pentax DA 50-200 мм f/4-5.6 ED и SMC Pentax DA 18–55 mm f/3,5-5,6 AL.

## Отличия от предыдущей моделиK100D
K110D обладает всеми теми же возможностями что и K100D кроме системы стабилизации изображения.

## Некоторые технические характеристики
- Режимы съемки: программный, с приоритетом выдержки, с приоритетом диафрагмы, ручной, ручная выдержка, автоматический, сценарии (стандартный, портрет, ландшафт, макросъёмка, спорт, ночной портрет, стандартный без фотовспышки)

## Совместимость
«K110D» может работать с любыми объективами Pentax. Необходимо учесть лишь несколько нюансов:
- с объективами оснащёнными креплением KAF3 и KF не будет работать автофокус. Подтверждение фокусировки работать будет.